# Priorat St. Maria (Worcester)

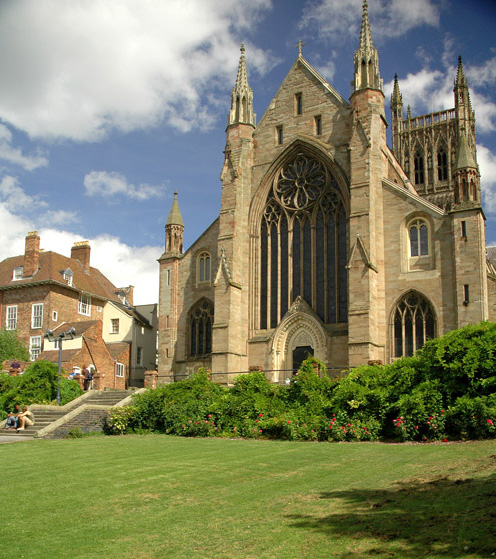
Westseite der 1218 vollendeten Kathedrale zu Worcester

Das Priorat St. Maria an der Kathedrale zu Worcester war ein Kloster der Benediktiner, das direkt dem Bischof von Worcester und seiner Kathedrale zugeordnet war. Die Benediktiner übernahmen hier die Rolle, die anderswo Kanonikern vorbehalten blieb. Ähnliche Konstellationen gab es auch an anderen englischen Bischofssitzen in England während des Mittelalters, aber nicht außerhalb von England.

## Geschichte
Die Diözese Worcester wurde 680 durch die Synode von Hatfield gegründet. Als erster Bischof wurde ein Mönch aus Whitby bestimmt, der unmittelbar am Bischofssitz ein Kloster gründete. Die erste Kathedrale in Worcester wurde St. Petrus geweiht. Später, im Jahr 743, wurde dank einer Stiftung durch Ethelbald, König von Mercia, das Kloster St. Maria gegründet, in das die Mönche aus der Kathedrale umzogen.
961 wurde der in Fleury ausgebildete Benediktiner Oswald Bischof von Worcester. Oswald entwickelte auf Basis der Klosterregeln von Fleury eine Regel für Worcester, die Regularis concordia anglicae nationis, die danach auch bei weiteren benediktischen Gründungen zum Einsatz kam. Zur Zeit von Oswald wurde auch mit dem Bau einer neuen St. Maria geweihten Kathedrale begonnen. Diese neue Kathedrale wurde 1041 durch einen Überfall der Wikinger zerstört. Wulfstan, der 1062 Bischof von Worcester wurde, begann mit einem größeren Neubau, der 1218 vollendet wurde. Die neue Kathedrale, die heute noch steht, wurde dann St. Maria, St. Petrus und den inzwischen heiliggesprochenen Bischöfen Oswald und Wulfstan geweiht.
Noch unter Wulfstan nahm die Zahl der Mönche von 12 auf 50 zu. 1364 starben insgesamt 32 Mönche durch die Pest, und von 1381 ist eine Zahl von 37 Mönchen überliefert. Diese Zahl blieb dann über längere Zeit stabil.
Während der Reformation akzeptierten der Prior und die Mönche die Suprematsakte. Am 18. Januar 1540 mussten die Mönche das Kloster verlassen. Die Rolle der Mönche wurde danach von säkularen Kanonikern übernommen. Die Kathedrale gehört seitdem der anglikanischen Kirche.

## Bibliothek

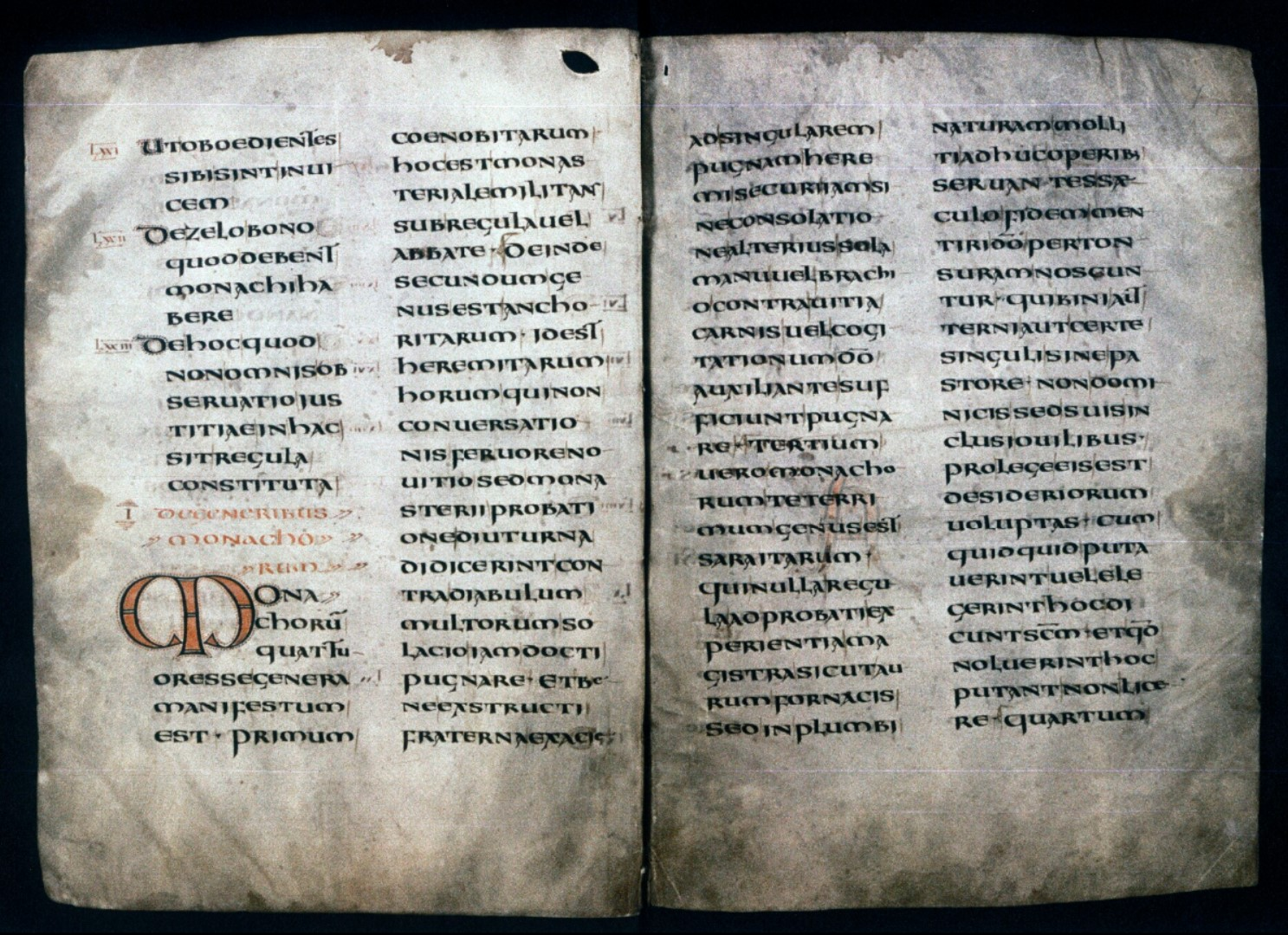
Die Seiten 6v und 7r aus einer Kopie der Regula Benedicti aus dem 8. Jahrhundert. Die Handschrift MS. Hatton 48 gehört jetzt zur Bodleian Library der Universität Oxford.

Das Priorat verfügte über eine vergleichsweise umfangreiche Bibliothek, wovon gut zweihundert Handschriften bei der heutigen Bibliothek an der Kathedrale verblieben sind. Weitere aus Worcester stammende Handschriften befinden sich u. a. in Cambridge, in der British Library und der Bodleian Library der Universität Oxford. Zu den ältesten erhaltenen Handschriften aus Worcester zählen Fragmente eines Bibeltexts aus dem 7. oder 8. Jahrhundert und eine Regula Benedicti aus dem 8. Jahrhundert. Ebenfalls im Besitz der Bibliothek war eine aus der Bretagne stammende Handschrift aus dem 9. Jahrhundert mit diversen aus Irland stammenden kirchenrechtlichen Texten einschließlich der Hibernensis.